# TCF15
TCF15‏ (Transcription factor 15) هوَ بروتين يُشَفر بواسطة جين TCF15 في الإنسان.